# Avro G
L'Avro G est un avion biplace de réglage d’artillerie britannique construit avant la Première Guerre mondiale.
C’est pour répondre à un concours organisé par le War Office qu’Alliott Verdon-Roe fit réaliser début 1912 un biplace combinant la voilure, l’atterrisseur et l’empennage de l’Avro E avec un fuselage à cabine fermée inspiré de celui du Type F, mais la motorisation était revue. Deux prototypes furent mis en chantier, qui devaient recevoir l’un un moteur en ligne Green de 60 ch et l’autre un A.B.C. qui ne fut pas livré à temps. Seul le prototype à moteur Green fut donc achevé. Il  prit l’air le 7 août 1912, quelques jours seulement avant le début de la compétition. L’Avro G remporta l’épreuve de montage (assemblage complet en 14,5 minutes) et celle de consommation de carburant, mais un taux de montée beaucoup trop faible ne lui permit pas de figurer dans les machines primées. Après avoir détenu durant une heure le record de durée britannique (7 h 31 minutes) le 24 octobre 1912 avec Fred. P. Raynham, il fut affecté à l’école de pilotage Avro de Brooklands en février 1913.  